# Ricardo López Murphy
Ricardo Hipólito López Murphy (Adrogué, 10 de agosto de 1951) é um economista e político argentino.

## Biografia
Líder do partido Recrear para o Crescimento, fundado por ele em 2002 ao deixar a União Cívica Radical, é licenciado em economia pela Universidade Nacional de la Plata e posteriormente cursou o mestrado em economia da Universidade de Chicago. Foi ministro da Defesa e da Economia durante o governo de Fernando de la Rúa. Como ministro da economia imposta planos de redução do orçamento em educação, suprime fundos políticos transfere o reitor da Universidade de Buenos Aires e faz vários cortes no orçamento escolar. Essas medidas representaram um corte de 8% na educação. Este anúncio provocou protestos estudantis, e levou o presidente De la Rúa á exigir a renúncia de López Murphy, poucos dias depois de anunciar o plano de orçamento. Durante a sua estada nos EUA, trabalhou para a Philip Morris, a empresa financiou a sua campanha em 2003, foi criticado pela proposta para reduzir os gastos com saúde e com esse dinheiro aumentar os subsídios à indústria do tabaco. Ao cortar o orçamento para as universidades, tirar um ajustamento das pensões baixando, a renda familiar Em 2003 foi candidato nas eleições presidenciais, ficando em terceiro lugar com 18% dos votos.